# Tilsit Éditions
 (février 2025).
Pour les articles homonymes, voir Tilsit (homonymie).
Tilsit était un éditeur français de jeux créé par Didier Jacobée et qui a existé de 1996 à 2010. Il éditait et distribuait des jeux de société, jeux de stratégie, jeux pour enfants...
Tilsit distribuait jusqu'en 2005 de nombreuses versions françaises des jeux publiés par Kosmos mais la collaboration entre les deux éditeurs devrait prendre fin en 2006. À partir de 2003, Tilsit réoriente sa gamme de jeux autour de collections ciblées :
- Tilsit Collection : grands jeux assez faciles d'accès
- Tilsit Poche : petits jeux d'ambiance pour de nombreux joueurs
- Tilsit Famille : format intermédiaire

La société a cessé toute activité en septembre 2010 puis elle a été placée en liquidation judiciaire en octobre 2010,.

## Quelques jeux édités par Tilsit
- Stratego, 1947, Jacques Johan Mogendorff
- Les Colons de Catane, 1995, Klaus Teuber - Spiel des Jahres  1995, Deutscher Spiele Preis  1995, Essener Feder  1995
- Kahuna, 1998, Günter Cornett (de) - As d'or Jeu de l'année  2000
- Nouveaux Mondes (Die neuen Entdecker), 2001, Klaus Teuber - Spiel der Spiele  2001, Essener Feder  2001
- Le Seigneur des anneaux, 2002, Reiner Knizia - Spiel des Jahres  adaptation littéraire 2002
- Heroclix, 2002
- Puerto Rico, 2002, Andreas Seyfarth - Deutscher Spiele Preis  2002, Essener Feder  2002, Japan Boardgame Prize  confirmés 2002 - Schweizer Spielepreis  stratégie 2002, International Gamers Awards  multijoueurs 2003, Nederlandse Spellenprijs  2003
- La Crypte de la Créature, 2004, Friedemann Friese
- La Guerre de l'Anneau, 2004 - International Gamers Awards meilleur jeu pour deux joueurs 2005
- Génial (Einfach Genial), 2004, Reiner Knizia - Japan Boardgame Prize  débutants 2004, Spiel der Spiele  2004, Mensa Select Mind Games  2005
- Leonardo da Vinci, 2006
- Les Évadés de Cartagena, 2005, Leo Colovini (VF du jeu paru en 2000 chez Winning Moves) - Nederlandse Spellenprijs  2002
- Les Voleurs de Bagdad, 1999, Francis Pacherie
- Stargate SG-1 : La Vengeance d'Apophis, 2003
- Mars, 2009, François Delbosc

### Tilsit Collection
1. Maka Bana, 2003, François Haffner - Concours de créateurs de jeux de Besançon  Boucle de Bronze 2003, Prix du public du jeu de Saint-Herblain  2004, Trophée Flip  toutes catégories 2004 - Sceau d'excellence Option consommateurs  2005
2. Kanaloa, 2003, Günter Cornett (de)
3. Skåål, 2004, Thierry Lebourg alias Dr. Mops
4. Himalaya, 2004, Régis Bonnessée - Concours de créateurs de jeux de Boulogne-Billancourt Primé 2003
5. Key Largo, 2005, Paul Randles, Mike Selinker et Bruno Faidutti
6. Baron, 2006, Franz Gaudois - Trophée Flip  créateurs 2004

### Tilsit Poche
1. Bang!, 2003, Emiliano Sciarra
2. Korsar, 2005, Reiner Knizia - Mensa Select Mind Games  2005
3. Fantasy Pub, 2005, Emanuele Ornella
4. Caramba!, 2005, Michael Schacht
5. Red Hot Silly Dragon, 2005, Guillaume Blossier et Frédéric Henry